# Gabriel Anton
Gabriel Anton (28 de julio de 1858 - 3 de enero de 1933) fue un neurólogo y psiquiatra
checo. Es conocido principalmente por sus estudios sobre las alteraciones psíquicas que se producen como consecuencia de lesiones en la corteza cerebral y los ganglios basales.
Nació en Žatec, Bohemia (República Checa) y en 1882 se doctoró en Praga. En 1887 se trasladó a Viena para trabajar junto a Theodor Meynert (1833-1892) al que Anton consideró siempre como una de las personas que tuvo más influencia en su carrera médica.  En 1891 viajó a Innsbruck, donde desempeñó el puesto de profesor de siquiatría y director de la clínica universitaria. En 1894 ejerció el mismo trabajo en Graz, y en 1905 sucedió a Karl Wernicke (1848-1905) en Halle (Sajonia-Anhalt).
Entre sus principales aportes a la medicina, destacan las que realizó en el campo de la neurocirugía en colaboración con los cirujanos Friedrich Gustav von Bramann (1854–1913) y Viktor Schmieden (1874–1945), desarrollando nuevos procedimientos para el tratamiento de la hidrocefalia, como la punción suboccipital. 
El síndrome de Anton al que dio su nombre, consiste en la existencia de anosognosia y a veces asomatognosia en los pacientes que presentan un tipo de ceguera conocida como ceguera cortical que está causada por una lesión en el lóbulo occipital del cerebro.  Este síndrome recibe también el nombre de Síndrome de Anton–Babinski, en recuerdo del neurólogo Joseph Babiński (1857–1932).
Realizó asimismo importantes aportaciones en el campo de las enfermedades neurológicas que producen movimientos anómalos como la corea y la atetosis.

## Algunas obras
- Anton, Gabriel. Über angeborene Erkrankungen des Centralnervensystems. Wien: Hölder, 1890

- Anton, Gabriel. Über die Selbstwahrnehmung der Herderkrankungen durch den Kranken bei Rindenblindheit und Rindentaubheit. In: Archiv für Psychiatrie und Nervenkrankheiten 32. 1899: 86

- Anton, Gabriel. Über den Ausdruck der Gemütsbewegung beim gesunden und kranken Menschen. In: Psychiatrische Wochenschrift 2. 1900: 165-169

- Anton, Gabriel. Über geistige Ermüdung der Kinder im gesunden und kranken Zustande. Halle: Marhold, 1900

- Anton, Gabriel; Hermann Zingerle. Bau, Leistung und Erkrankung des menschlichen Stirnhirnes. I. Theil. Festschrift der Grazer Universität für 1901. Graz: Leuschner & Lubensky, 1902

- Anton, Gabriel. Ärztliches über Sprechen und Denken. Halle: Marhold 1907

- Anton, Gabriel. Vier Vorträge über Entwicklungsstörungen beim Kinde. Berlín, 1908

- Anton, Gabriel. Über krankhafte moralische Abartung im Kindesalter und über den Heilwert der Affekte. Halle: Marhold, 1910

- Anton, Gabriel. Behandlung der angeborenen und erworbenen Gehirnkrankheiten mit Hilfe des Balkenstiches. Berlín: Karger, 1913